# Zakościele (Mościska)
Zakościele (ukr. Закостілля) – część miasta Mościska  na Ukrainie, w obwodzie lwowskim, w rejonie mościskim. Leży w południowej części miasta. Dawniej samodzielna wieś.
W II Rzeczypospolitej do 1934 samodzielna gmina jednostkowa. Następnie miejscowość należała do zbiorowej wiejskiej gminy Mościska w powiecie mościskim w woj. lwowskim. Zakościele utworzyło wtedy gromadę, składającą się z miejscowości Zakościele i Potoczyska.
Podczas II wojny światowej w gminie Mościska w Landkreis Lemberg w dystrykcie Galicja (Generalne Gubernatorstwo). Liczyło wtedy 711 mieszkańców. Po wojnie w Związku Radzieckim.